# حردان (اسم)
حردان هو اسم علم مذكر من أصل عربي، ومعناه هو صفة مشبهة، من الفعل حرد غضب فهو حرد وحارد وحردان والحردان الغاضب.

## شخصيات تحمل الاسم
- حردان التكريتي (وزير دفاع عراقي سابق، 1925 – 30 مارس 1971)

## وصلات خارجية
- موسوعة السلطان قابوس لأسماء العرب نسخة محفوظة 5 أبريل 2019 على موقع واي باك مشين.